# Mormonkrigen
Mormonkrigen är en samlingsbeteckning för de våldsyttringar som berörde den tidiga Sista dagars heliga-rörelsen.
Sedan Joseph Smith organiserat Kristi kyrka i New York 1830, började han och andra mormoner bosätta sig i områden västerut, i Ohio, Missouri och Illinois.
Där kom man ofta i konflikt med lokalbefolkningen. Pöbelhopar drev bort dem från Jackson County, Missouri under 1833 .
1838 bröt ett lokalt krig ut i Missouri. Det varade ett par månader och resulterade i att ett trettiotal människor dog . Statliga trupper kallades in, Smith dömdes till fängelse för landsförräderi och i oktober 1839 utfärdade Missouris guvernör en order om att mormonerna skulle drivas bort från staten.
Smith lyckades fly ur fångenskapen och slog sig istället ner i Illinois där han och hans anhängare grundade staden Nauvoo. Där uppstod nya våldsamheter 1844. Joseph Smith, hans bror Hyrum och några anhängare togs till fånga och anklagades för förräderi mot staten Illinois. Den 27 juni 1844 tog sig en beväpnad pöbelhop till fängelset och avrättade bröderna Smith. 1846 drevs deras anhängare ut ur staten och en lång vandring till Utah påbörjades under ledning av Brigham Young. I Utah var mormoner inbegripna i flera väpnade konflikter under 1850- och 1960-talen.